# Laurelia sempervirens
Laurelia sempervirens är en tvåhjärtbladig växtart som först beskrevs av Ruiz & Pav., och fick sitt nu gällande namn av Louis René Tulasne. Laurelia sempervirens ingår i släktet Laurelia och familjen Atherospermataceae. Inga underarter finns listade i Catalogue of Life.